# Åm
Åm je stará jednotka objemu používaná ve Švédsku a Finsku.
Převodní vztahy:
- 1 åm = 156, případně 1557 l = 20 åmpund = 60 kanna = 1/3 båt = 1/4 anker = 1/6 fad = 1/25 až 1/3 pipa = 1/2,5 až 1/4 stycke